# Histoire de Nauru

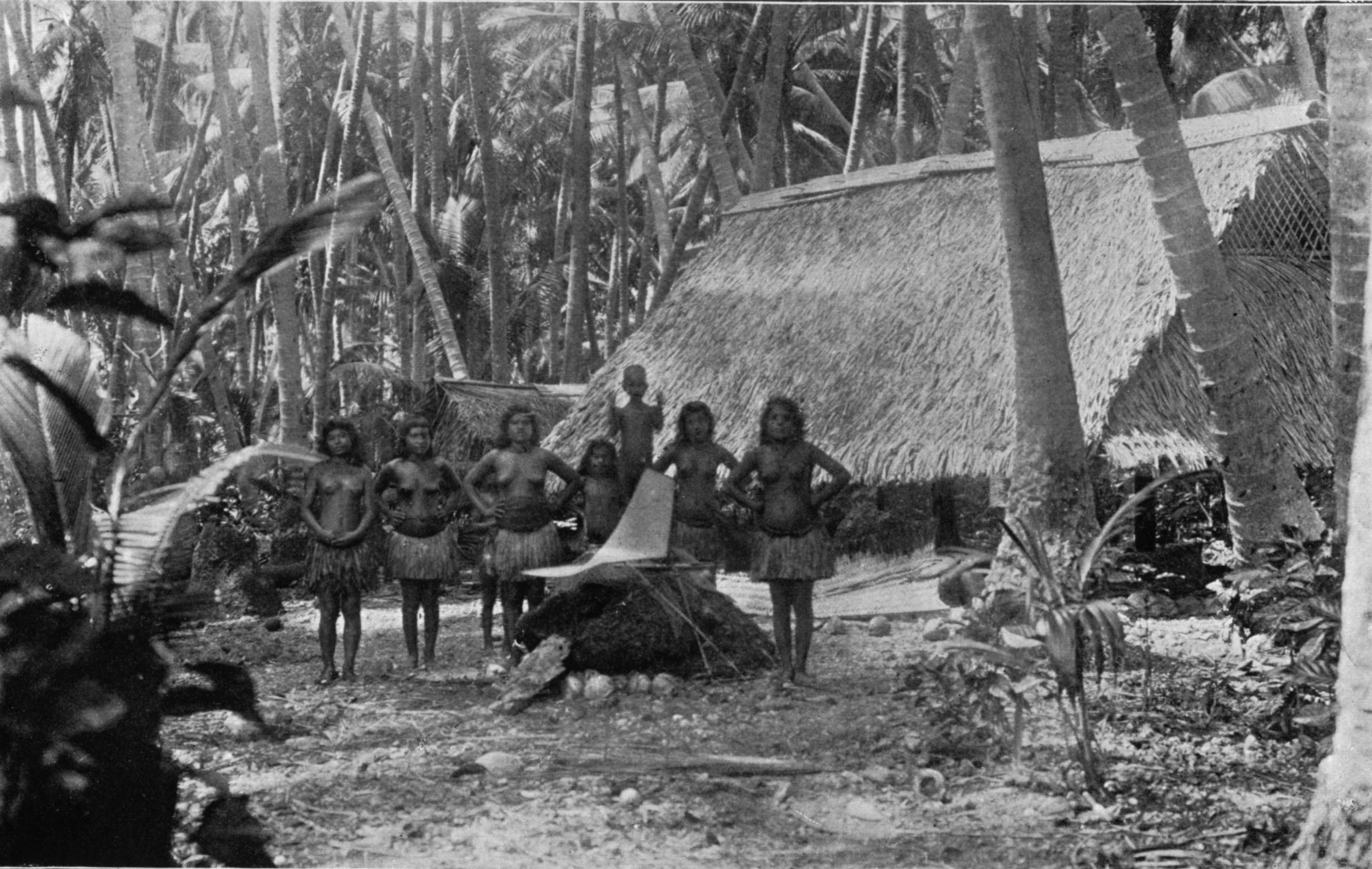
Nauruans et maisons traditionnelles à Arenibek en 1896.

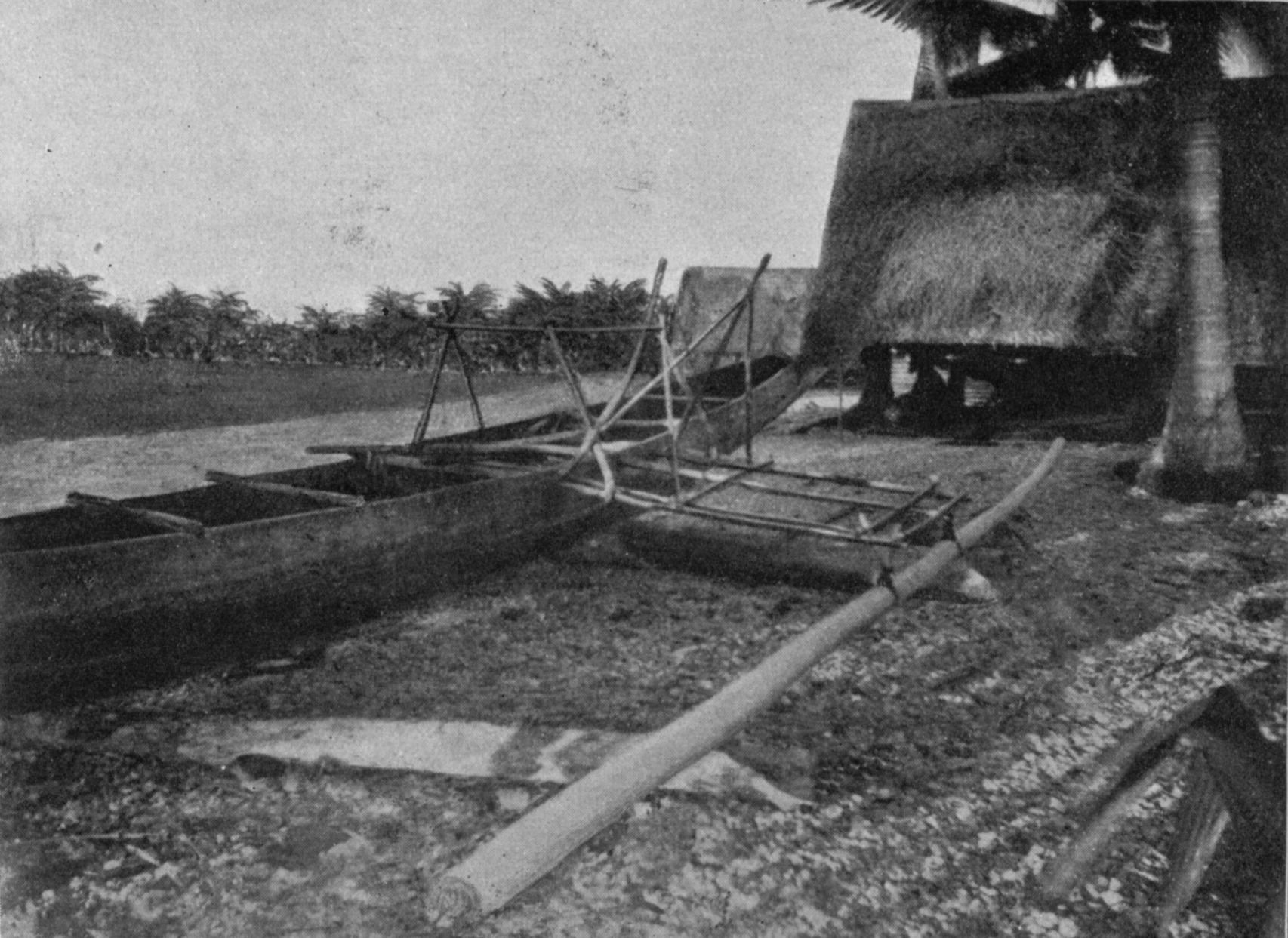
Maison et pirogue traditionnelles en 1896.

Vous lisez un « article de qualité » labellisé en 2007.
L'histoire de Nauru est celle d'une petite île de 21 km2 isolée au sein du Pacifique central et qui forme aujourd'hui un État indépendant : la république de Nauru. Les événements antérieurs à sa colonisation à la fin du XIXe siècle sont peu connus faute de sources écrites et en la quasi-absence de données archéologiques. Les faits postérieurs sont quant à eux intimement liés à l'histoire de son unique ressource : le minerai de phosphate.
L'une des hypothèses quant à l'origine des habitants de Nauru veut que cette population ait des origines à la fois mélanésiennes, micronésiennes et polynésiennes, les traits de cette dernière population dominant. D'autres observateurs soulignent les ressemblances entre les Nauruans et les populations micronésiennes de l'est de l'archipel des Carolines. Elle est découverte par les Européens le 8 novembre 1798 lorsque le capitaine britannique John Fearn s'approche de l'île. Elle est alors successivement colonisée ou occupée par différentes puissances : l'Allemagne en 1888, l'Australie en 1920, le Japon de 1942 à 1945 puis à nouveau l'Australie en 1947. Nauru acquiert son indépendance le 31 janvier 1968 puis rejoint l'Organisation des Nations unies en 1999.
À partir de 1906, le gisement de minerai de phosphate de l'île est exploité par différentes compagnies coloniales ou étatiques. Le phosphate constitue quasiment la seule source de revenus de l'île durant presque un siècle et assure aux Nauruans un niveau de vie très élevé pendant plusieurs décennies. La non-anticipation de l'épuisement des réserves, conjuguée à des politiques économiquement imprévoyantes, plongent Nauru dans la faillite et l'instabilité politique à compter du début des années 1990. Essayant de diversifier ses sources de revenus, Nauru s'engage dans des expédients désespérés comme le blanchiment d'argent, la vente de passeports ou la marchandisation de ses votes dans les instances internationales. L'arrivée depuis 2004 d'une nouvelle majorité au gouvernement et d'une nouvelle politique économique semble apporter une meilleure transparence dans les finances de l'État nauruan.

## Premiers peuplements

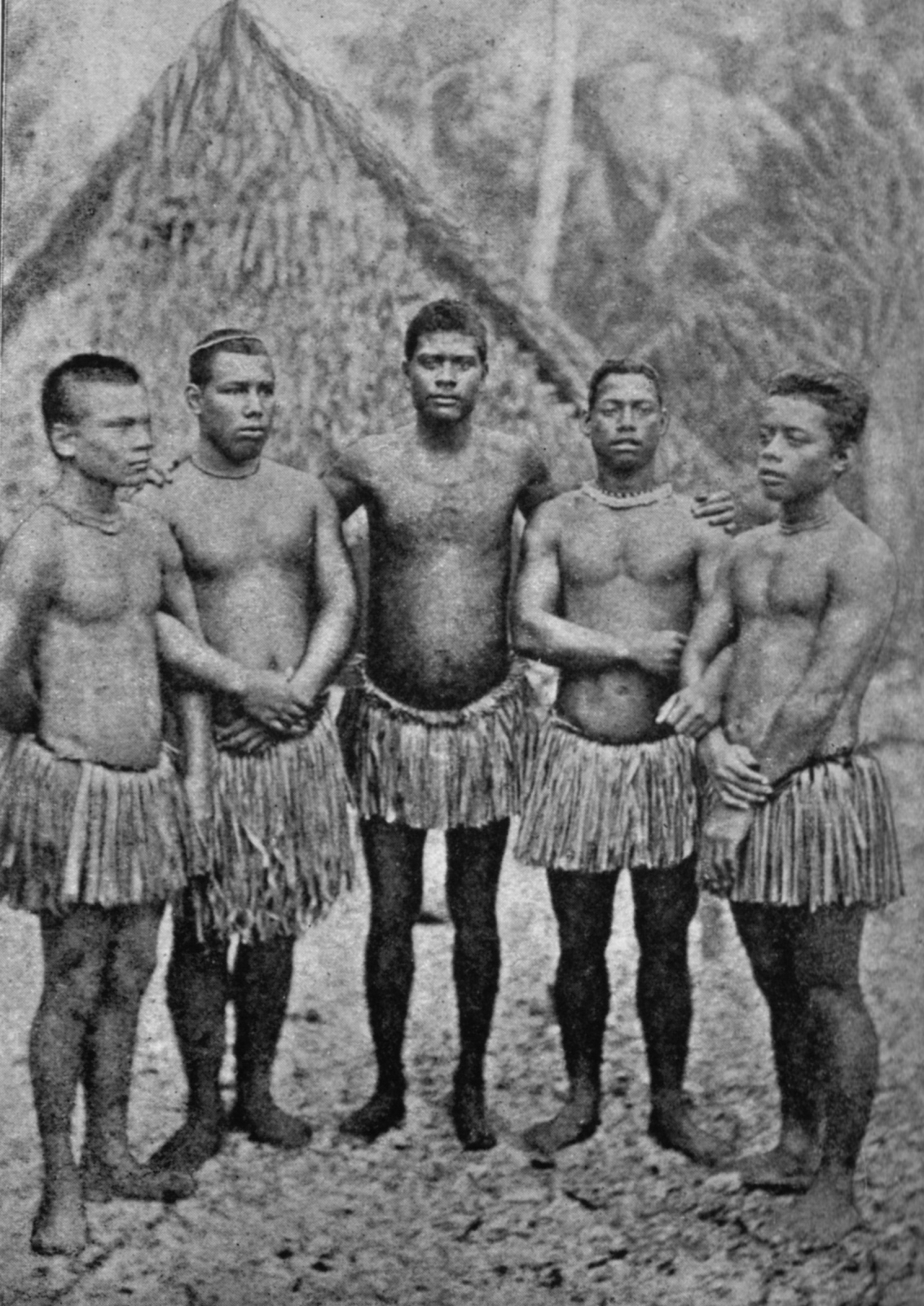
Jeunes Nauruans en 1914.

Les origines des Nauruans restent floues en l'absence de récit fondateur présentant l'arrivée de ses habitants. De nombreux indices plaident pour une implantation ancienne et de multiples vagues de peuplement, comme pour la plupart des îles. L'une des hypothèses suppose des origines tant mélanésiennes que micronésiennes et polynésiennes, ce dernier apport étant dominant. Une autre hypothèse, s'appuyant sur la linguistique, souligne les liens des Nauruans avec les populations micronésiennes de l'est de l'archipel des Carolines. La langue nauruane contient cependant nombre d'éléments distincts qui la singularisent fortement par rapport aux autres langues micronésiennes. Cette spécificité s'explique par l'isolement géographique de Nauru, éloignée de plusieurs centaines de kilomètres des archipels les plus proches à l'est, tandis que dans les autres directions, d'immenses étendues d'eau entourent l'île, avec de forts courants océaniques orientés est-ouest ne permettant la navigation que depuis les îles Gilbert. Nauru se trouve ainsi à la fin d'une chaîne de communication partant de cet archipel ; s'il est possible de parvenir jusqu'à ses rivages, il n'est pas possible d'en repartir. Ceci explique que l'on retrouve un certain nombre d'apports gilbertins dans la culture nauruane, jeux de ficelle, techniques de pêche, cosmogonie, alors que l'inverse ne se vérifie pas.
Lors de leur arrivée, les Nauruans s'installent le long de la bande côtière et dans la dépression de la lagune Buada, délaissant le plateau nauruan qui est improductif. Ils sont répartis entre treize communautés côtières et un village implanté au bord de la lagune Buada dans l'intérieur, une disposition qui est à l'origine de l'organisation administrative actuelle en quatorze districts. On estime que la population totale de l'île oscille alors entre 1 000 et 1 400 habitants, son accroissement naturel étant régulé par les périodes de sécheresse affectant régulièrement l'île. En dehors de ces épisodes de faible pluviosité durant lesquels la disette menace, les conditions de vie sont bien meilleures à Nauru que dans beaucoup d'autres îles du Pacifique telle l'île voisine, Banaba, grâce à la profusion de ressources naturelles. Outre les divisions territoriales, qui façonnent l'identité des habitants, ces derniers sont répartis en douze clans matrilinéaires et exogames, symbolisés de nos jours par le nombre de branches de l'étoile blanche du drapeau de Nauru, et en trois classes sociales, les temonibe comprenant la classe dirigeante, les amenename d'un rang moindre et les itsio, un groupe asservi constitué de réfugiés et de prisonniers de guerre.
Initialement, les Nauruans tirent leurs moyens de subsistance de leur écosystème. Le cocotier, dont on trouve d'importantes plantations sur la côte, est un véritable « arbre de la vie » pour les Nauruans : sa sève, le toddy, est la principale source de vitamines sur l'île ; le contenu de son fruit, stocké, sert à surmonter les périodes de sécheresse ; les autres parties de l'arbre sont utilisées pour construire les maisons des îliens, confectionner des ustensiles, des vêtements, des tapis. Le fruit du pandanus est un autre élément important de la diète des habitants. Ils pratiquent aussi la pisciculture pendant des centaines d'années, capturant des poissons-lait dans le lagon et les relâchant dans la lagune Buada, au centre de l'île, et dans la lagune d'Anabar. La pisciculture conditionne l'organisation sociale des différentes tribus : les exploitations sont partagées entre elles au moyen de murets, l'élevage des poissons est confié aux hommes qui pataugent régulièrement dans les bassins pour oxygéner l'eau et la charger en nutriments, les enfants ont interdiction de déranger les poissons lorsqu'ils se baignent dans les plans d'eau.

## Époque pré-coloniale

### Premiers contacts avec les Européens
Comme pour la plupart des sociétés traditionnelles, l’entrée en contact des Nauruans avec des Européens a pour conséquence une ouverture vers le monde occidental. Cette interaction entre deux mondes se traduit par l'introduction de nouveaux produits : armes à feu, alcool, outils en métal, tabac que les insulaires commencent à échanger contre des produits locaux, essentiellement le coprah et la noix de coco, puis à acheter grâce à l'argent dont l'usage se répand. Ces changements conduisent à une déstructuration de la société traditionnelle, qui est par ailleurs régulièrement décimée par des maladies inconnues jusqu'alors comme l'influenza, la dysenterie et la tuberculose contre lesquelles les défenses immunitaires des Nauruans sont déficientes.
En 1798, au cours d'un voyage le menant de la Nouvelle-Zélande aux mers de Chine méridionale et orientale, le capitaine britannique du baleinier Hunter, John Fearn, est le premier Européen à s'approcher de Nauru. Il la baptise Pleasant Island, en français « île Agréable », ce qui résume la bonne impression que lui fait cette île dont les habitants, qui viennent spontanément à la rencontre de son bateau à bord de nombreuses pirogues, ne sont ni armés, ni ornés de tatouages comme c'est souvent le cas en Océanie. De son bateau, qu'il ne quitte pas, il observe les nombreux habitants qui se pressent sur les plages et il en conclut que l'île est populeuse. Après ce bref contact, Nauru retrouve son isolement pendant plusieurs décennies.
Les premiers Européens à poser le pied sur l'île et à y vivre sont des repris de justice, des déserteurs de baleiniers, des vagabonds et des contrebandiers. Patrick Burke et John Jones, deux bagnards irlandais échappés de l'île Norfolk destinée aux criminels déportés en Australie par le Royaume-Uni, sont les premiers à arriver sur l'île en 1830. En 1837, cinq déserteurs de baleiniers débarquent sur l'île et rejoignent les huit autres Européens déjà présents. John Jones commence alors à se comporter en dictateur vis-à-vis des autres Européens et des Nauruans. Il dépouille de leurs biens les cinq nouveaux arrivants et empoisonne, tue par balle ou abandonne sur des pirogues à la dérive ceux qui se montrent rétifs à son autorité ou qu'il soupçonne de comploter contre lui. Offensés par John Jones, les Nauruans le bannissent sur Ocean Island, aujourd'hui Banaba, à 300 kilomètres à l'est de Nauru. Il tente de revenir au bout de quelques mois, mais les Nauruans le repoussent.
En 1845, seuls deux Européens vivent sur Nauru, dont William Harris, arrivé sur l'île en 1842. Il s'intègre à la population, adopte ses coutumes et fonde une famille. À partir de 1852, les Nauruans, encouragés par certains Européens, commencent à se livrer à des actes de piraterie et les navires évitent autant que possible d'approcher l'île. Ce changement d'activité des Nauruans est une des conséquences de l'inefficacité croissante de la coutume nauruane de gestion des conflits par la négociation.

### Guerre tribale

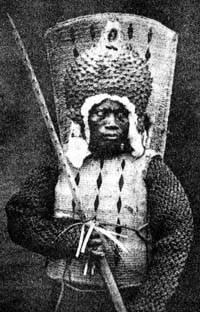
Guerrier nauruan en 1880.

L'introduction des armes à feu déséquilibre les rapports de force entre les tribus nauruanes et les accrochages sporadiques au sujet de discordes se muent rapidement en une guerre tribale. Elle se déclenche en 1878, lorsqu'un jeune chef est tué accidentellement par balle au cours d'un mariage. L'escalade est alors rapide, chaque famille disposant d'une arme à feu et désirant se venger. Contrairement aux autres conflits précédemment résolus, celui-ci ne trouve pas d'issue. Une forme de guérilla commence alors à émerger où chaque incursion dans un territoire ou un village, chaque nouveau mort est prétexte à des combats au cours desquels même les femmes et les enfants sont abattus.
Le 21 septembre 1881, un navire de la Royal Navy britannique s'approche de l'île pour évaluer la situation. Le contrebandier William Harris monte alors à bord du navire et raconte qu'une guerre fait rage, que les belligérants sont régulièrement ivres et que le « roi » de l'île, Auweyida, souhaite l'arrivée de missionnaires chrétiens sur l'île.
Six ans plus tard, Frederick Joseph Moss, de passage à Nauru à bord d'une goélette, le Buster, venue charger du coprah, rapporte que les habitants sont amicaux, bien que tous les hommes portent une arme à feu. Le conflit est toujours en cours, malgré l'exaspération des Nauruans : ils souhaitent cesser la guerre, mais aucune tribu ne fait suffisamment confiance aux autres pour y mettre un terme. La seule solution, de l'aveu des Nauruans et de William Harris, est un désarmement total et l'établissement d'une mission chrétienne qui puisse garantir la paix.
L'instabilité sur Nauru n'ayant pas profité au commerce, l'Allemagne accepte alors d'annexer l'île le 16 avril 1888 pour en assurer le contrôle et la pacifier, mettant ainsi fin à cette guerre civile.

## Époque coloniale

### Colonie allemande

#### Administration

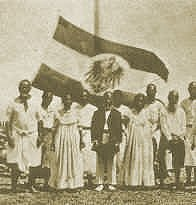
Cérémonie d'annexion de Nauru par l'Allemagne en présence du « roi » Auweyida et sur fond du drapeau allemand, le 2 octobre 1888.

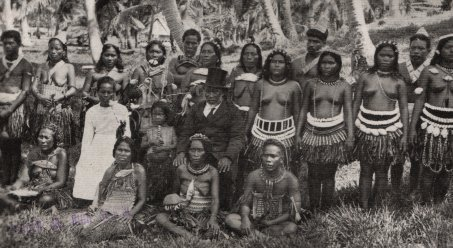
Le « roi » Auweyida (haut de forme), la « reine » Eigamoiya (robe blanche) et les sujets royaux vers 1890.

À la fin du XIXe siècle, Nauru devient une colonie allemande à la suite de différentes étapes.
La première est l'établissement des sphères d'influence allemandes et britanniques dans le Pacifique occidental et central face à la colonisation croissante de différents territoires de cette région du globe par ces deux puissances. Par cet accord, Nauru revient alors aux Allemands le 6 avril 1886.
La seconde est l'annexion officielle de Nauru, alors peuplée d'environ 1 300 habitants, à l'Empire allemand le 16 avril 1888, ceci sous prétexte de mettre fin à la guerre civile qui y fait rage depuis dix ans. La première présence allemande arrive sur l'île seulement le 1er octobre : 87 hommes armés ainsi qu'un missionnaire des îles Gilbert y sont amenés par un navire de la marine allemande. Le commissaire allemand, en tant que représentant du Kaiser, prend alors plusieurs mesures pour pacifier l'île. Il nomme Auweyida, chef de Boe, et son épouse Eigamoiya roi et reine de Nauru, titre qu'ils garderont jusqu'en 1920[réf. nécessaire]. Alcool et armes à feu sont interdits et les chefs tribaux arrêtés : ils serviront de moyen de pression sur les Nauruans afin qu'ils cessent les combats. En effet, les autorités les somment de restituer toutes les armes sous peine de voir leurs chefs tribaux exécutés. Le lendemain, 765 armes à feu et plusieurs milliers de munitions sont rendues, mettant un terme définitif à la guerre civile.
La dernière étape de la prise de possession de Nauru par les Allemands se déroule le 2 octobre 1888 sous la forme d'une cérémonie d'annexion : le drapeau allemand est déployé en présence du « roi » Auweyida. Cette acquisition d'un nouveau territoire renforce la position stratégique de l'Allemagne dans le Pacifique occidental où elle dispose déjà de plusieurs colonies. D'abord intégrée au protectorat allemand des îles Marshall, Nauru est ensuite rattachée à la Nouvelle-Guinée allemande en 1906 à la suite d'un nouveau découpage administratif.
L'administration allemande est néanmoins toujours restée extrêmement réduite, disposant cependant d'une certaine autonomie. Ainsi, à partir du 14 juillet 1908, un bureau postal ouvre à Nauru, disposant de ses propres cachets lui permettant d'oblitérer le courrier de ses administrés. Le bureau postal allemand fermera le 8 novembre 1914 à la suite de l'occupation britannique.

#### Influence culturelle

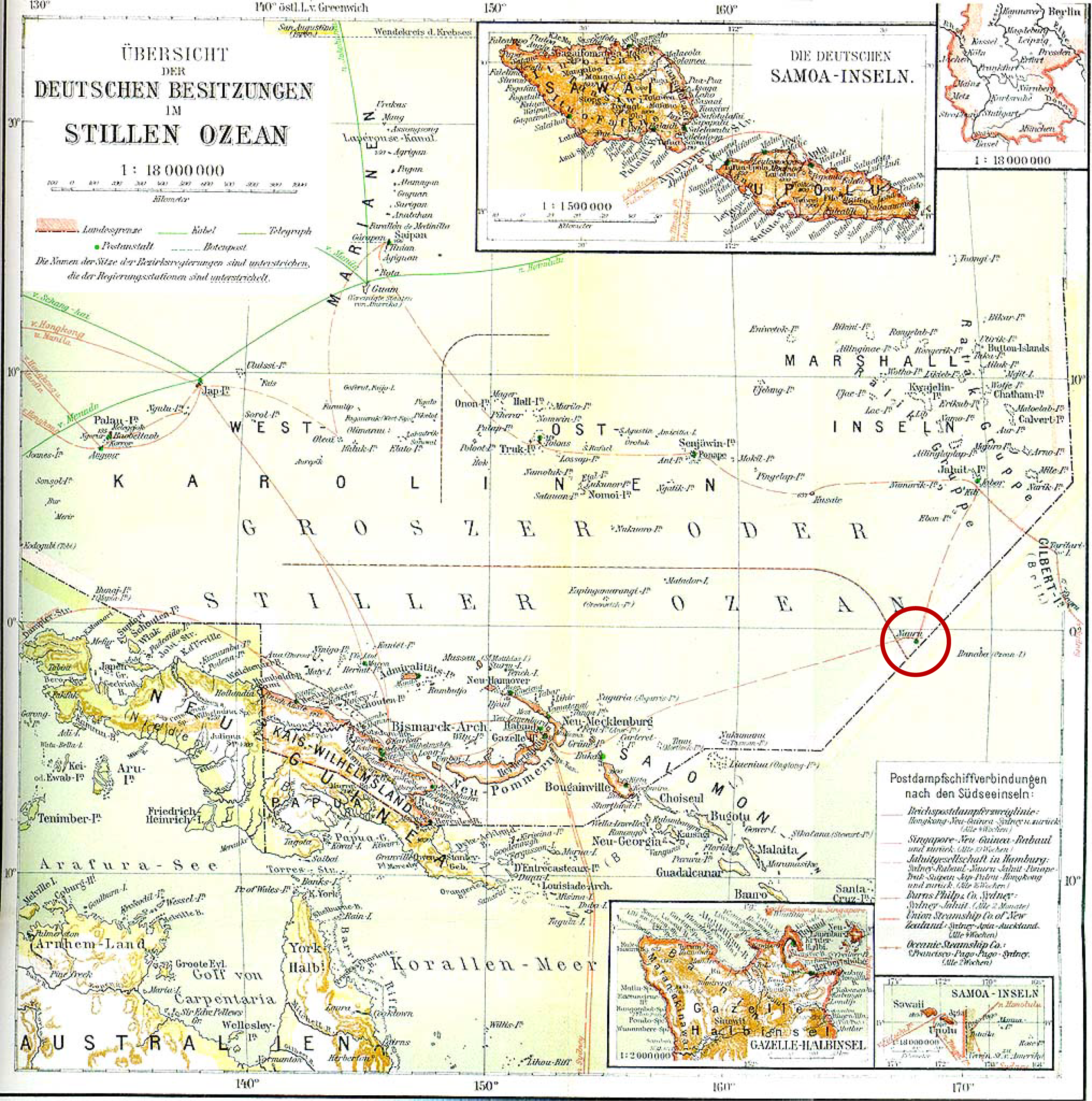
Carte historique montrant les possessions allemandes en Océanie. Nauru (cerclée en rouge) est à cette époque rattachée aux îles Marshall.

Aux premières heures de l'installation européenne, la petite administration coloniale se préoccupe peu de diffuser la culture allemande auprès des habitants. De son côté, si elle tient à la disposition de ses employés une bibliothèque de mille ouvrages, la Pacific Phosphate Company se concentre surtout sur les profits qu'elle génère grâce à l'exploitation du sol. Aussi, ce sont les missions religieuses qui assurent le développement des mœurs métropolitaines sur le territoire.
Les premières d'entre elles sont appelées Liebenzeller Mission et sont animées par des missionnaires protestants venus à Nauru dans le seul but d'évangéliser la population. Le premier d'entre eux est Philip Delaporte, un Germano-Américain débarqué de Hawaï avec sa famille en 1899. C'est lui qui propose la première traduction de la Bible en langue nauruane ainsi que les premières adaptations dans ce langage de plusieurs ouvrages de catéchisme ou consacrés à l'histoire de l'Église chrétienne. C'est également lui qui publie les premiers livres scolaires et le premier dictionnaire bilingue, le « Dictionnaire de poche nauruan-allemand », en allemand Taschenwörterbuch Deutsch-Nauruisch, un ouvrage de 65 pages et de 1 650 mots paru en 1907.
La démarche est reprise peu après par les évangélisateurs catholiques arrivés à Nauru en 1902. Après avoir fondé leurs propres missions puis érigé la première église catholique de l'île, ceux qui sont envoyés par les Missionnaires du Sacré Cœur développent eux aussi des considérations culturelles envers la population parallèlement à leurs activités religieuses. C'est ainsi que le deuxième dictionnaire bilingue est écrit par un catholique allemand arrivé dans l'île en 1904, Alois Kayser. Le troisième, intitulé « Dictionnaire colonial allemand », sera quant à lui publié par Paul Hambruch au terme de deux séjours passés dans l'île en mai 1909 et de septembre à novembre 1910.
De fait, c'est bien la logique colonisatrice qui permet au christianisme et aux mœurs et usages occidentaux de se populariser chez les Nauruans : alors que le mariage chrétien commence à supplanter la polygamie, les danses traditionnelles jugées trop sexuelles sont interdites, les pagnes sont remplacés par les vêtements et les frictions corporelles à l'huile de noix de coco sont abandonnées. Ces bouleversements culturels ne vont pas sans problèmes socio-démographiques.
Les changements dans l'hygiène et l'afflux d'Européens entraînent une recrudescence des maladies. Par exemple, en 1907, la dysenterie fait 150 victimes, soit un chiffre considérable étant donné la population de l'île à l'époque : le premier recensement effectué à Nauru en 1890 indique que le territoire ne comptait alors que 1 294 Nauruans et 24 missionnaires gilbertins et leurs familles. On dénombrait 574 hommes pour 720 femmes, indice que la démographie nauruane était toujours marquée par la guerre civile plusieurs années après son terme.

#### Activité économique

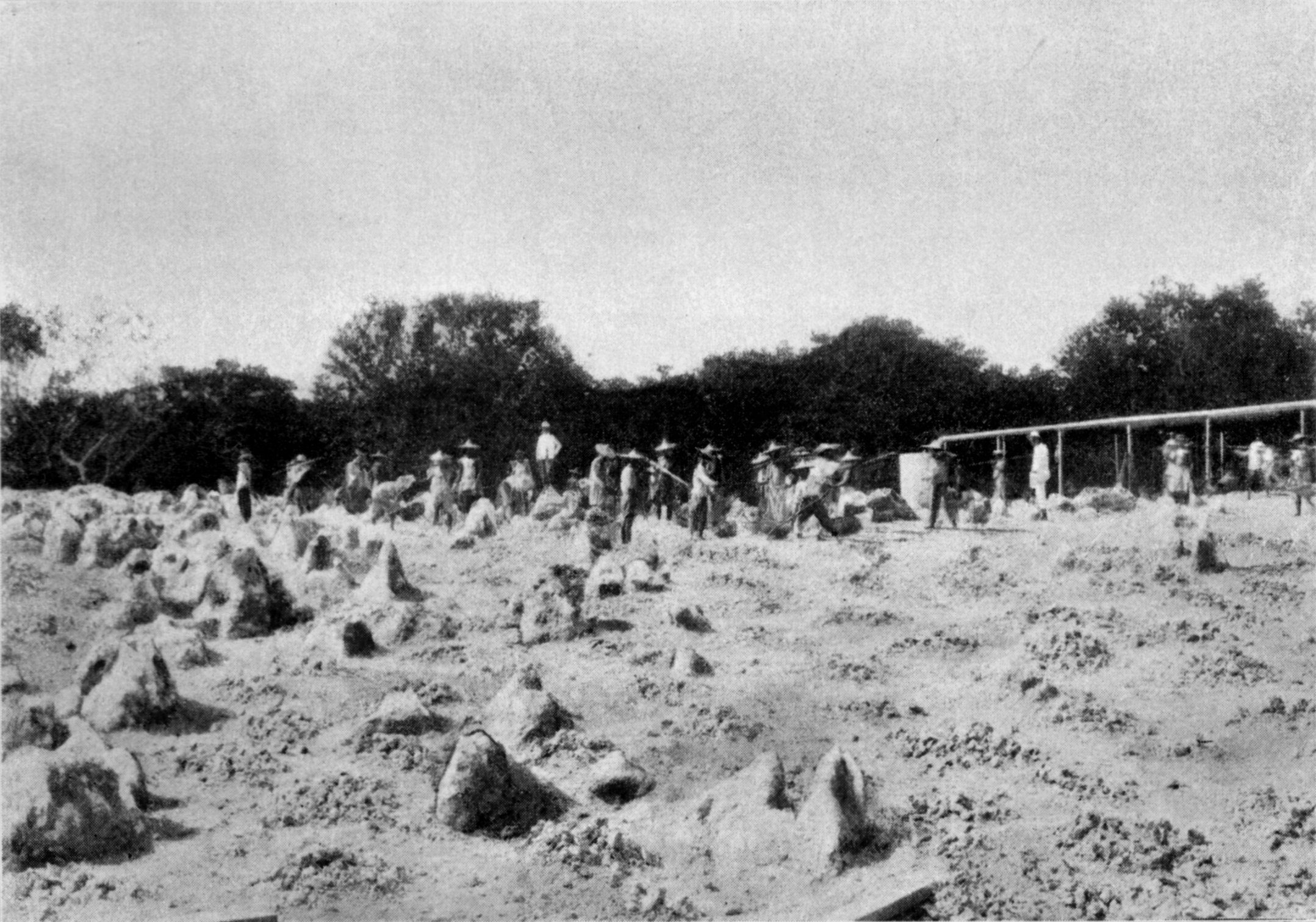
Ouvriers chinois dans la mine de minerai de phosphate en 1908.

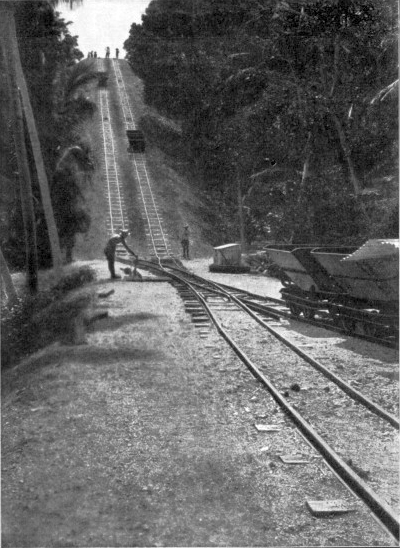
Chemin de fer de la mine de phosphate en 1908.

Aux débuts de la colonisation de Nauru, l'île est de fait gérée par la Jaluit Gesellschaft, en français « Compagnie Jaluit », une firme allemande qui finance la colonisation en échange de privilèges commerciaux. Le coprah extrait du cocotier étant à l'époque la principale ressource des îles de l'océan Pacifique, les Allemands tentent de valoriser Nauru en exploitant cette denrée,. Afin d'assurer une pérennisation de la présence allemande sur l'île, ils y construisent un hôpital, des chambres froides, une usine de production d'eau gazeuse ainsi qu'un générateur électrique et l'allemand devient peu à peu la langue d'usage.
En 1900, un géologue néo-zélandais, Sir Albert Ellis, travaillant pour le compte de la compagnie britannique Pacific Island Company, découvre fortuitement que l'île ainsi que celle d'Ocean Island, aujourd'hui Banaba, possèdent d'importantes quantités de minerai de phosphate. Comme la Jaluit Gesellschaft possède les droits d'exploitation du sous-sol, elle les cède en 1906 à la Pacific Island Company au prix de 2 000 livres sterling comptant et prend une participation importante dans cette entreprise qui devient la Pacific Phosphate Company. Cette dernière remplace ainsi la Jaluit Gesellschaft dans son rôle de principal acteur économique de Nauru. De plus, pour chaque tonne de minerai de phosphate extrait, la Pacific Phosphate Company verse une redevance à la Jaluit Gesellschaft ainsi qu'en moindre proportion aux Nauruans.
L'extraction du minerai de phosphate, facilitée par la construction d'une ligne de chemin de fer mise en service à partir de 1907, peut alors commencer dès 1906 : des travailleurs sont amenés des îles Gilbert, de Chine et de la colonie allemande des Carolines pour servir de main-d'œuvre, les Nauruans se montrant peu enclins à travailler dans les mines à ciel ouvert,. À la veille de la Première Guerre mondiale, la population de Nauru est composée de 30 Allemands, 70 Britanniques, 1 400 Nauruans et environ 1 000 chinois et Caroliniens. Le commerce du minerai de phosphate devient vite productif : la première année d'exploitation, 11 000 tonnes de minerai de phosphate sont envoyées vers l'Australie et jusqu'en 1913, 138 725 tonnes de minerai de phosphate sont extraites et exportées via 46 navires.

### Première Guerre mondiale

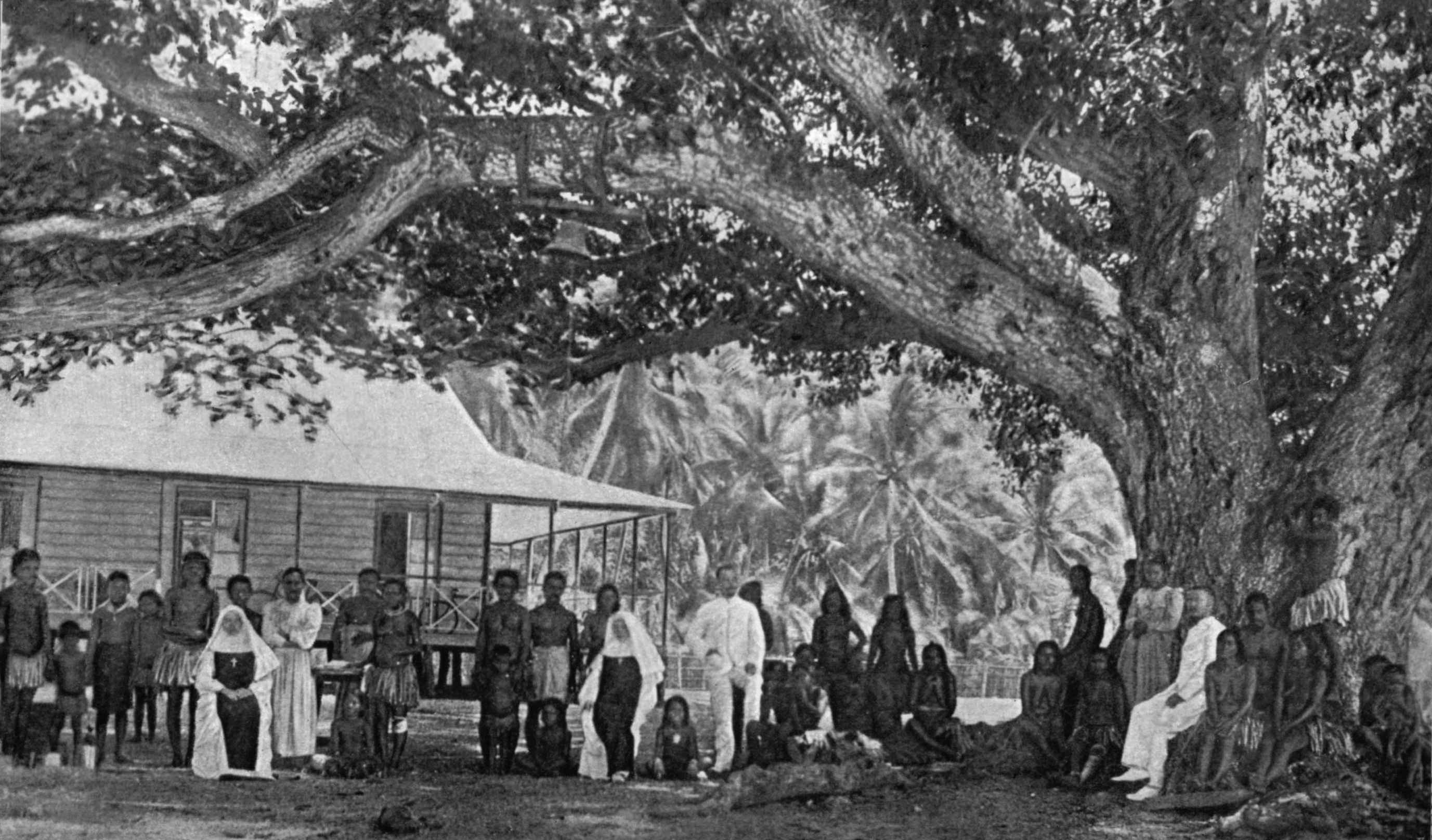
Mission catholique en 1914.

Carte de la partition des colonies allemandes de l'océan Pacifique au lendemain de la Première Guerre mondiale.

Au début de la Première Guerre mondiale, à la suite de la déclaration de guerre du Royaume-Uni contre l'Allemagne le 4 août 1914, Nauru subit le même sort que les autres colonies allemandes qui sont attaquées par les Alliés. Ce territoire, extrêmement isolé et situé dans une région qui ne constituera qu'un théâtre mineur de la Grande Guerre, n'a cependant pas connu d'affrontements graves, la prise de pouvoir par l'Australie s'y est effectuée sans qu'une goutte de sang ne soit versée.
L'administrateur allemand de Nauru, tenu au courant des évènements grâce à l'émetteur radio de l'île, ne divulgue pas aux habitants l'annonce de la déclaration de guerre entre le Royaume-Uni et l'Allemagne. En effet, celle-ci compte en son sein une forte minorité de sujets britanniques, principalement australiens, susceptibles de prendre parti pour l'ennemi. Le 7 août 1914, il proclame la loi martiale. Une force d'autodéfense constituée de Nauruans est mise en place les semaines suivantes durant lesquelles rien ne se produit. Cependant, sur cette île coupée du monde, les vivres viennent à manquer et il est décidé d'envoyer une mission de secours sur Ocean Island, aujourd'hui Banaba. Cette demande d'aide est refusée par les autorités britanniques de l'île. Prenant acte de ce refus au retour du bateau, le gouverneur de Nauru demande aux sujets britanniques présents sur Nauru d'évacuer l'île, arguant du fait de ne pas disposer de suffisamment de nourriture pour tous. Le même navire embarque alors le 6 septembre les 49 Britanniques de Nauru à destination d'Ocean Island.
Trois jours plus tard, le 9 septembre, un navire de guerre australien en provenance des Fidji se dirige vers l'île avec mission d'y détruire la station radio, relais stratégique entre la métropole et les autres colonies allemandes de l'océan Pacifique. À l'aube, profitant de l'effet de surprise et malgré un fort ressac, 25 membres de la marine australienne parviennent à débarquer sur l'île en passant par la jetée servant à charger le minerai de phosphate sur les vraquiers. Ils occupent immédiatement le bâtiment attenant et un détachement de six hommes se dirige en direction de la maison de l'administrateur. Celui-ci, pris de court, n'oppose aucune résistance, se constitue prisonnier et accepte le principe d'une reddition sans conditions. Les Australiens se rendent ensuite à la station radio mais celle-ci a déjà été démantelée par les opérateurs allemands pour éviter qu'elle ne tombe aux mains des Alliés. Sept heures après avoir débarqué, les Australiens repartent avec pour unique perte celle d'un fusil.
Ce n'est que le 6 novembre 1914 que les Australiens s'installent sur Nauru, mettant un terme définitif à la colonisation allemande de Nauru,. L'île intègre alors jusqu'en juin 1921 les Territoires britanniques du Pacifique occidental. La production de phosphate n'est pas affectée par les changements politiques sur l'île.
En 1918, l'île est gravement affectée par la grippe espagnole qui est apportée par le SS Talune, un vapeur parti d'Auckland en Nouvelle-Zélande et qui contaminera aussi Fidji, les Samoa et Tonga. Le taux de mortalité est très fort, 16% des Nauruans meurent,.

### Colonie du Commonwealth of Nations

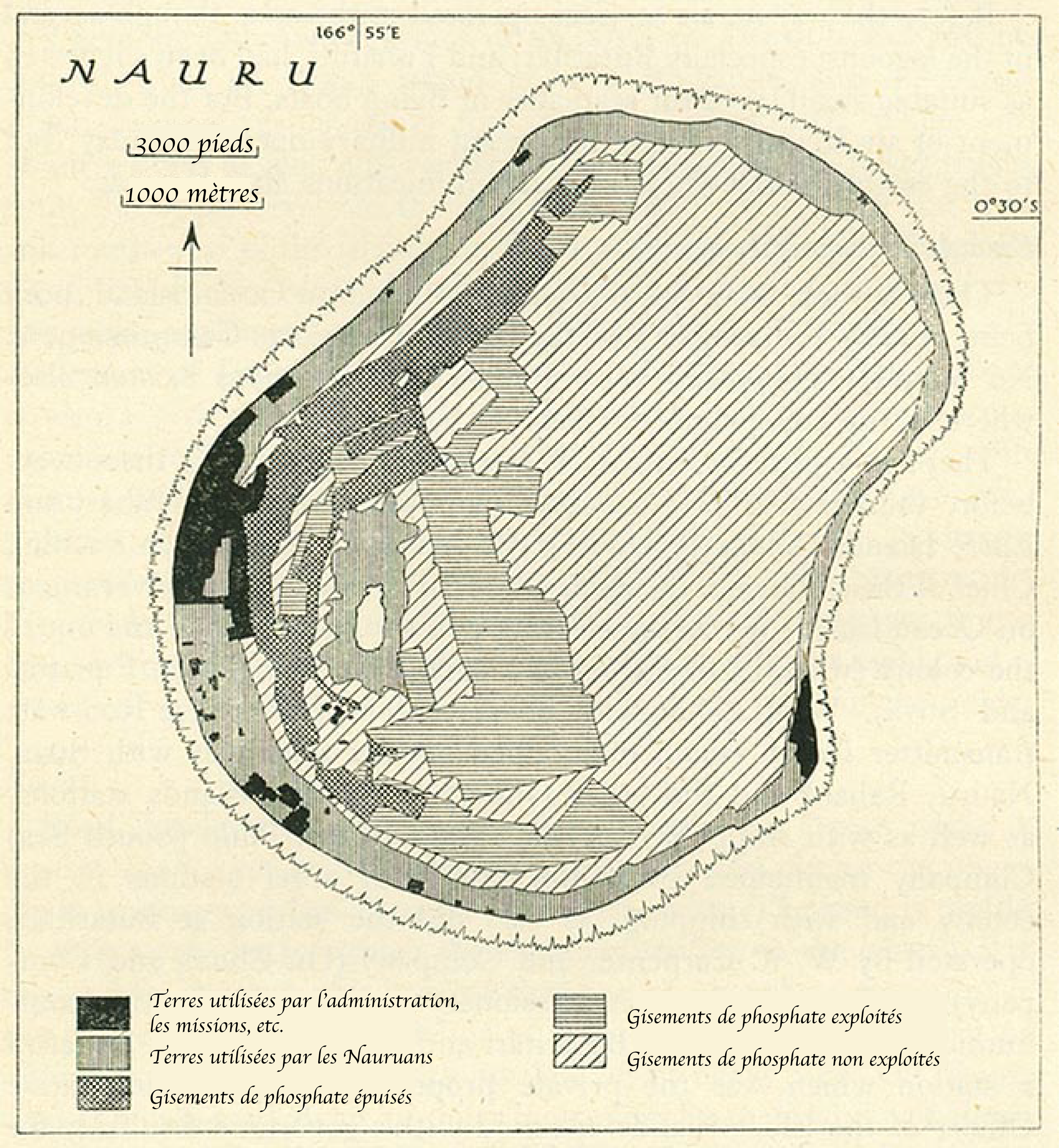
Sur cette carte australienne de 1940, on constate que l'exploitation minière s'effectue de manière systématique, progressant du sud-ouest vers le nord-est. À cette date, certains gisements sont déjà abandonnés après avoir été totalement épuisés.

Au sortir de la Première Guerre mondiale, l'Allemagne, par l'article 119 du traité de Versailles, renonce en 1920 à sa souveraineté sur ses colonies dont Nauru. L'Australie fait alors pression sur la Société des Nations afin de pouvoir annexer l'île dont elle convoite les richesses mais le président américain Woodrow Wilson s'oppose à toute annexion des anciennes colonies allemandes. La Société des Nations finit par trancher en plaçant Nauru sous la tutelle du souverain britannique sous la forme d'un mandat de type C, excluant l'indépendance à terme. En 1923, le Royaume-Uni, la Nouvelle-Zélande et l'Australie signent le Nauru Island Agreement par lequel ils s'engagent à gérer l'île en commun par l'intermédiaire d'un administrateur basé en Australie. Mais dans les faits, seule l'Australie administre l'île.

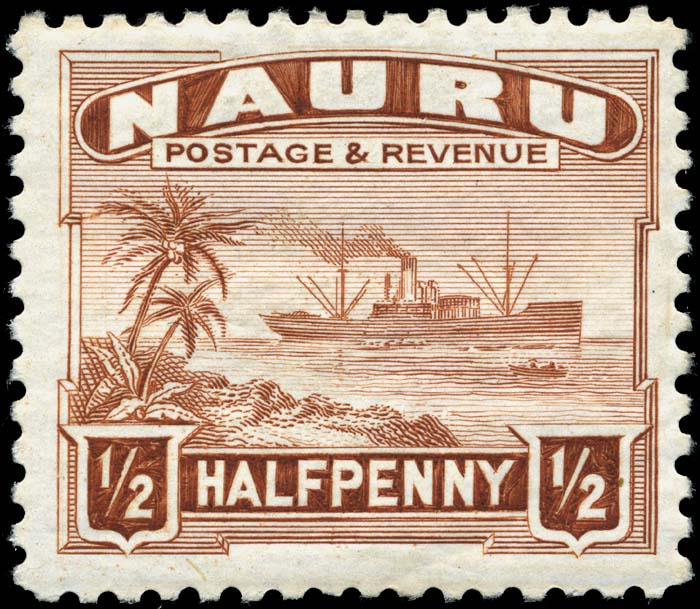
Timbre de la colonie britannique de Nauru datant de 1924.

Le développement économique de Nauru et l'occidentalisation de ses habitants sont alors repris par la nouvelle puissance coloniale. Celle-ci achète pour 3,5 millions de livres sterling les droits d'exploitation du minerai de phosphate à la Pacific Phosphate Company et poursuit son extraction par l'intermédiaire de la British Phosphate Commission formée d'un collège de trois hommes. Dans l'entre-deux-guerres, cette industrie est en pleine expansion, bénéficiant du fait que les agriculteurs australiens et néo-zélandais achètent le phosphate nauruan à bas prix. Les Nauruans se détournent totalement de l'industrie du phosphate car elle ne leur rapporte que huit pences par tonne extraite[réf. nécessaire].
Parallèlement, l'occidentalisation des Nauruans se poursuit au point qu'en 1920 la religion nauruane totémique est abolie et sur les 169 villages originels, il n'en reste que 110. En 1927, les Nauruans, demandant une plus grande attention à leurs revendications, obtiennent le droit de former un « Conseil des Chefs », en anglais Council of Chiefs, qui n'a cependant qu'une fonction consultative. Le 26 octobre 1932, l'Angam Day est célébré pour la première fois. Ce jour, qui est depuis la fête nationale de la république de Nauru, avait été annoncé en 1919 : à l'époque, on considérait qu'il fallait au moins 1 500 habitants sur Nauru pour que la population ne disparaisse pas d'elle-même.

### Seconde Guerre mondiale et occupation japonaise

Vue aérienne d'un bombardement allié sur Nauru.

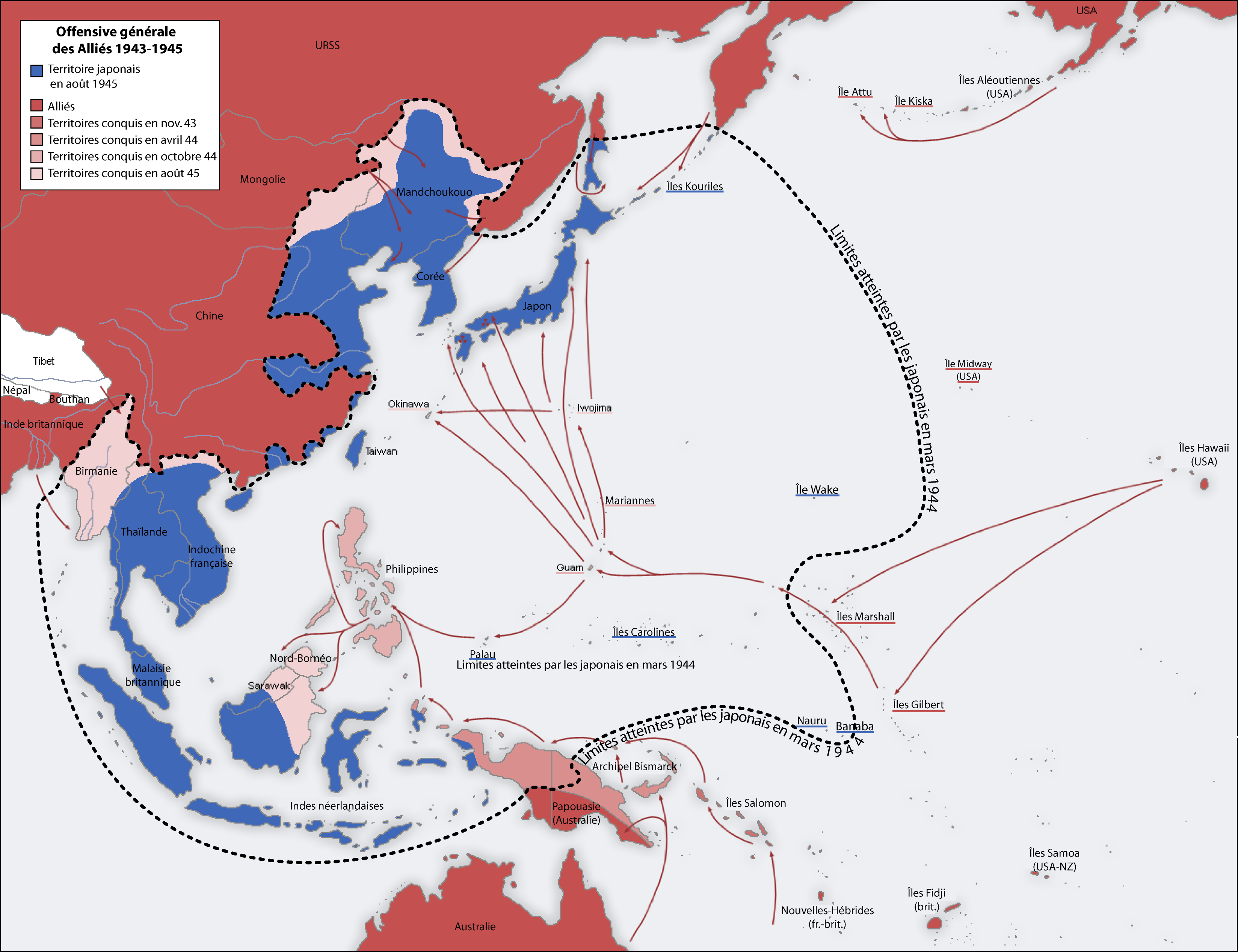
Nauru et Banaba sont en mars 1944 des réduits japonais isolés entre les Salomon et les îles Gilbert conquises par les Alliés.

Mouvements de population en juin 1943 ; plus de 2000 soldats et travailleurs japonais et coréens arrivent sur l'île (flèche rouge) ainsi que 600 habitants d'Ocean Island qui sont déplacés à Nauru (flèche bleue). Durant la même période, 1200 Nauruans sont déportés dans les Îles Truk (flèche verte).

Nauru est l'un des rares territoires à avoir subi à la fois des attaques japonaises et allemandes durant la Seconde Guerre mondiale, ceci à cause de la relative proximité du territoire japonais et de la présence de navires allemands croisant dans l'océan Pacifique.
Au début de la guerre, la Kriegsmarine envoie quelques bâtiments dans le Pacifique afin de menacer les intérêts des Alliés dans la région. Deux croiseurs auxiliaires, l'Orion et le Komet opèrent au large de Nauru. Du 6 au 8 décembre ils coulent cinq phosphatiers en attente de chargement soit 25 900 tonnes en tout. L'un de ces deux bateaux revient à la charge le 27 décembre et bombarde le port d'Aiwo. Les infrastructures de la British Phosphate Commission sont alors mises hors service durant dix semaines. Les attaques allemandes sur Nauru constituent la dernière opération et le plus grand succès militaire de l'Allemagne nazie dans le Pacifique.
Les Japonais passent à l'offensive le 9 décembre 1941, deux jours après l'attaque de Pearl Harbor, lorsque des avions venus des îles Marshall bombardent la station TSF de l'île. La nouvelle de la rapide avancée des Japonais dans le Pacifique arrive jusqu'à Nauru. Alors que l'Empire du Soleil Levant a déjà pris pied dans l'archipel voisin des îles Gilbert, les dirigeants de la British Phosphate Commission prennent la décision d'évacuer les lieux ; 191 employés chinois sont néanmoins laissés sur place après qu'on leur avait promis de revenir les chercher.
Un corps expéditionnaire de 300 soldats japonais débarque sur l'île le 26 août 1942 faisant prisonniers sur le champ les Européens qui n'avaient pas été évacués. Les 1 850 Nauruans qui vivent à cette époque sur l'île sont laissés libres de leurs mouvements mais on leur impose un rationnement pendant que l'armée japonaise organise la défense de l'île et la fortifie.

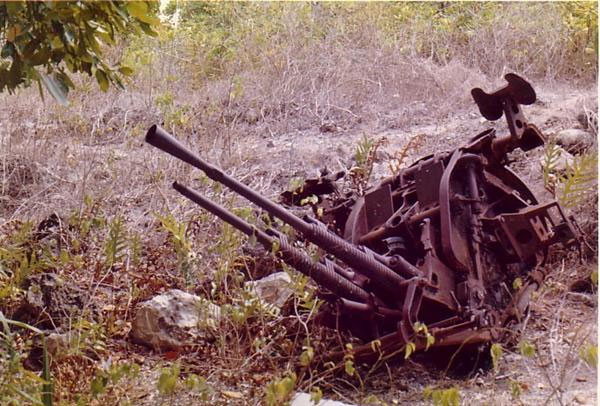
Canons antiaériens japonais type 96 rouillés sur le Command Ridge.

La plus importante réalisation des Japonais à Nauru reste la construction d'une piste d'atterrissage qui est à l'origine de l'actuel aéroport international de Nauru. Afin d'effectuer ce travail, ils font venir 1 500 Japonais et Coréens auxquels sont adjoints 300 travailleurs forcés nauruans et gilbertins. Cette piste est achevée en janvier 1943. Bien que les Japonais aient la volonté de relancer la production de minerai de phosphate, les impératifs de la guerre les font renoncer et Nauru est uniquement utilisée comme maillon de ligne de défense des Japonais dans l'océan Pacifique central.
Les Américains passent à la contre-attaque dans le Pacifique à partir de 1942. Le premier bombardement américain massif sur Nauru a lieu le 25 mars 1943, détruisant quinze avions japonais stationnés sur l'aérodrome et endommageant les installations aéroportuaires. En représailles, les Japonais font exécuter leurs cinq prisonniers australiens dont l'ancien administrateur de l'île. À la suite de la sanglante bataille de Tarawa, les îles Gilbert, situées à proximité de Nauru, passent aux mains des Américains dans le mois de novembre 1943. Cependant ces derniers, après avoir isolé et anéanti la puissance de frappe des occupants de l'île, n'y débarquent pas, adoptant la stratégie du saute-mouton consistant à passer d'île en île pour porter la guerre le plus vite possible en plein cœur du territoire japonais en laissant sur leur chemin des réduits japonais neutralisés.
Nauru, totalement coupée des lignes d'approvisionnement japonaises, connaît alors un état de disette. En septembre 1943, les Japonais décident de déporter 1 200 habitants, soit la majorité de la population nauruane, dans les îles Truk, situées dans les îles Carolines, à 1 600 kilomètres au Nord-Ouest, là où sont basées les forces navales japonaises du Pacifique central. On les y oblige à construire une piste d'atterrissage tandis qu'en l'absence d'approvisionnement, les conditions de vie à Nauru sont épouvantables et les occupants en sont réduits à mener un mode de vie autarcique.
Les troupes japonaises de Nauru se rendent en signant leur reddition le 13 septembre 1945, soit après la capitulation du Japon le 2 septembre 1945. Les Australiens peuvent ainsi prendre pied sur Nauru. Quelque 3 745 Japonais et Coréens sont rapatriés peu après et certains sont inculpés à leur retour pour crimes de guerre en raison des exactions commises sur les prisonniers européens et nauruans. À la Libération, l'île est exsangue : sur les 1 200 habitants déportés dans les îles Truk, seuls 759 ont survécu aux dures conditions d'exil et sont rapatriés le 31 janvier 1946 sur Nauru. La population de Nauru est ainsi passée de 1 848 habitants en 1942 à 1 369 habitants en 1946.

### Tutelle des Nations unies

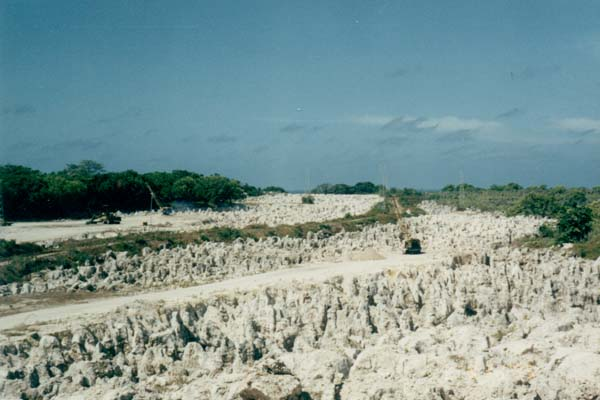
Extraction du minerai de phosphate près de la lagune Buada.

Comme à la fin de la Grande Guerre, le sort de Nauru se répète à l'issue de la Seconde Guerre mondiale. L'Organisation des Nations unies confie la gestion conjointe de l'île sous la forme d'un mandat au Royaume-Uni, à la Nouvelle-Zélande et à l'Australie le 1er novembre 1947, seule cette dernière administrant l'île dans les faits, et l'extraction du minerai de phosphate reprend cette même année.
En 1948, l'exportation du minerai de phosphate rapporte 745 000 dollars australiens à la British Phosphate Commission mais dont seuls 2 % reviennent aux Nauruans et 1 % à l'administration de l'île. Ces très faibles pourcentages reversés aux ouvriers, principalement chinois, ne permettent pas d'améliorer leurs mauvaises conditions de travail. Ces derniers organisent alors une émeute en 1948 qui provoque l'instauration de l'État d'urgence et d'une répression australienne qui se solde par onze blessés et quatre tués parmi les ouvriers. Entre 1950 et 1953, la compagnie britannique et le gouvernement australien, craignant que les ouvriers chinois n'importent le communisme à Nauru, se préparent à toute nouvelle émeute. La police locale est en conséquence renforcée en armement, les Chinois sont étroitement surveillés, leurs logements font l'objet de fouilles en 1953 mais qui ne permettent néanmoins de ne découvrir aucune arme et il est même envisagé d'envoyer un peloton militaire australien chargé de former la police locale à la lutte anti-émeute. Finalement, une enquête permet d'établir que les Chinois de Nauru sont partisans des nationalistes de la république de Chine (Taïwan) et n'ont par conséquent aucun lien avec les communistes de la république populaire de Chine.
Les Nauruans, mécontents eux aussi de ne pouvoir faire entendre leurs revendications, obtiennent la création d'un « Conseil de gouvernement local » après le dépôt de plusieurs plaintes auprès des Nations unies et des pays mandatés. Le premier Conseil est créé le 18 décembre 1951 par l'élection de neuf membres avec à leur tête Timothy Detudamo, un des rescapés des îles Truk. Ce conseil, bien que composé de Nauruans, est dans les faits contrôlé par l'administrateur australien. Cette situation encourage la population à demander plus de pouvoir politique et une augmentation des royalties tout en se préoccupant de l'épuisement des réserves de minerai de phosphate prévu pour la fin du XXe siècle. En effet, depuis 1963, les agriculteurs australiens et néo-zélandais achètent le phosphate extrait de Nauru par deux mille étrangers, principalement issu de la diaspora chinoise, seulement au tiers des prix pratiqués ailleurs dans le monde. Les royalties du phosphate reversées aux Nauruans par la British Phosphate Commission sont réévaluées en 1964 avec l'établissement d'un cours mondial du phosphate puis en 1966 lorsque les pourcentages des bénéfices reversés s'élèvent à 22 % pour les Nauruans et 14 % pour l'administration de l'île.
En 1961, des individus d'une espèce de tilapia du Mozambique, Oreochromis mossambicus, sont introduits dans la lagune Buada dans le but de relancer la pisciculture pratiquée de manière traditionnelle par les Nauruans. Malheureusement, ces poissons se multiplient et concurrencent les poissons-lait qui y sont élevés de sorte qu'aucun poisson ne dépasse la taille limite de consommation, soit vingt centimètres de longueur. Ceci a pour conséquence l'abandon de la pisciculture par de nombreux éleveurs car les tilapias sont peu prisés pour la consommation. Cet échec, associé à l'exploitation intensive du minerai de phosphate qui détruit irrémédiablement la majorité de l'île, la rend de moins en moins viable selon les Australiens. Ils élaborent alors un projet qui prévoit de déplacer l'ensemble des Nauruans en premier lieu sur l'île Fraser puis rapidement sur l'île Curtis, deux îles situées à proximité immédiate des côtes du Queensland. Mais ce projet n'est pas mené à terme pour des raisons politiques : bien que la population nauruane n'est pas opposée à un déplacement, elle désire à terme une indépendance politique ce que lui refuse l'Australie sur l'île de Curtis. Le plan est définitivement abandonné en 1964. Le désir d'indépendance des Nauruans se trouve alors renforcé par cet échec et en 1966, un « Conseil législatif » est élu avec le soutien du « Conseil de tutelle » australien. Malgré le souhait de l'Australie de conserver la gestion de la défense et des affaires étrangères de Nauru, la population de Nauru, par la voix de Hammer DeRoburt, réclame l'autodétermination complète. L'Australie accepte finalement l'émancipation de l'île, entame un processus d'indépendance économique et politique et participe activement à la création de cette nation comme lorsque l'Université nationale australienne l'aide à rédiger une constitution.
Dans les dernières années de la tutelle australienne, le niveau de vie, la qualité des soins médicaux et de l'éducation des cinq mille Nauruans augmentent, les actifs gérés par le pays étaient estimés à l'époque à 500 000 dollars australiens par habitant et des étudiants Nauruans peuvent aller étudier dans les universités australiennes. Ceci est expliqué par plusieurs facteurs économiques et notamment la mainmise des Nauruans sur la principale ressource économique de l'île. En effet, dans le cadre du processus d'indépendance, Nauru achète petit à petit des infrastructures et des machines appartenant à la British Phosphate Commission ce qui lui procure davantage de revenus. En 1967, l'acquisition de la branche nauruane de la British Phosphate Commission par Nauru lui permet contrôler l'ensemble de l'industrie du minerai de phosphate sur l'île. La loi sur l'indépendance de Nauru est votée par la chambre des représentants australienne le 26 octobre 1967.

## Indépendance

### Âge d'Or

#### Développement économique

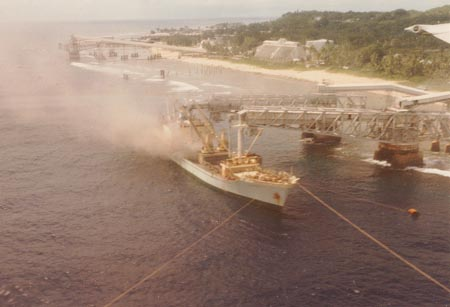
Chargement du phosphate sur un phosphatier via une structure en porte-à-faux, en 1975.

Le 31 janvier 1968, au 22e anniversaire du rapatriement des prisonniers des îles Truk, Nauru devient indépendant sous la forme d'une République. L'île préfère garder le dollar australien comme monnaie au lieu de frapper sa propre devise et d'établir une banque centrale.
Le nouvel État entre alors dans une période économique particulièrement favorable et ce pour plusieurs raisons. En 1966, les gisements de minerai de phosphate de Makatea s'épuisent puis en 1979, c'est le tour de ceux de Banaba. Nauru devient ainsi à partir de cette période la seule île de l'océan Pacifique à exporter ce minerai. En juin 1970, Nauru nationalise la British Phosphate Commission sous le nom de Nauru Phosphate Corporation en terminant de l'acheter aux Britanniques ce qui lui permet un contrôle total de l'exploitation du minerai de phosphate de l'île. Enfin, le cours mondial du phosphate connaît une forte hausse, culminant en 1975 avec 68 dollars américains la tonne.
Tous ces facteurs permettent à Nauru de s'enrichir considérablement et de se hisser à un niveau de vie atteignant celui des pays occidentaux. Avec un produit intérieur brut par habitant de 50 000 dollars américains, Nauru devient le second pays après l'Arabie saoudite dans le classement des pays en fonction du produit intérieur brut par habitant.

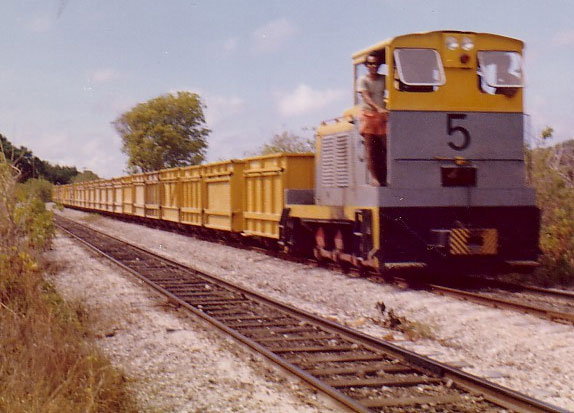
Train chargé de transporter le minerai de phosphate du centre de l'île à la côte en 1975.

Nauru se dote alors de différents équipements et infrastructures construits au début des années 1970 : le Civic Center pouvant servir de centre de conférence international, l'hôtel Menen doté de plus de cent chambres, une station de télécommunication satellite, une connexion de tous les habitants au téléphone, l'agrandissement de l'aérogare et de la piste d'atterrissage de l'aéroport international de Nauru, la route principale ceinturant l'île est rénovée. En 1972, Nauru lance sa compagnie aérienne : Air Nauru, aujourd'hui Nauru Airlines. Les Nauruans s'occidentalisent et entrent dans la société de consommation : voitures, téléviseurs, électroménager sont importés, des supermarchés vendant des aliments industriels et même du caviar apparaissent. Les Nauruans dépensent sans compter : les loisirs sont représentés par le golf, la pêche, le football où les Nauruans assistent aux matchs de l'équipe locale de foot à Melbourne,. Pendant cette période faste, les Nauruans ne payent pas d'impôts.
Nauru, prenant peu à peu conscience de l'épuisement prochaine des réserves de minerai de phosphate, souhaite suivre l'exemple du Koweït. Ken Walker, de l'entreprise Philip Shrapnel & Co basée à Sydney, conseille alors Nauru sur des investissements et des placements financiers et immobiliers. Le gratte-ciel Nauru House est construit en 1977 sur la Collins Street à Melbourne et la possibilité d'acheter des bateaux pour transporter eux-mêmes le phosphate jusqu'aux principaux marchés mondiaux est offerte aux Nauruans. Des investissements immobiliers et fonciers nauruans voient le jour à Hawaï, Guam, Washington, Houston, aux îles Marshall, dans l'Oregon, en Inde et à Londres,. Mais beaucoup d'argent est gaspillé lors de ces opérations car les bâtiments coûtent plus qu'ils ne rapportent à Nauru à cause de frais d'entretien exorbitants et de détournements de fonds. Dans le même ordre, une comédie musicale sur la vie de Léonard de Vinci intitulée Leonardo the Musical: A Portrait of Love est montée pour 4 millions de dollars australiens à Londres mais ses représentations sont arrêtées au bout d'un mois.
À partir de 1989, les craintes des Nauruans se confirment et leurs revenus commencent à diminuer avec la baisse de la demande mondiale en phosphate et des coûts d'extraction qui augmentent, sans compter que des estimations prévoient l'épuisement des réserves de minerai de phosphate d'ici cinq à dix ans.

#### Actions politiques

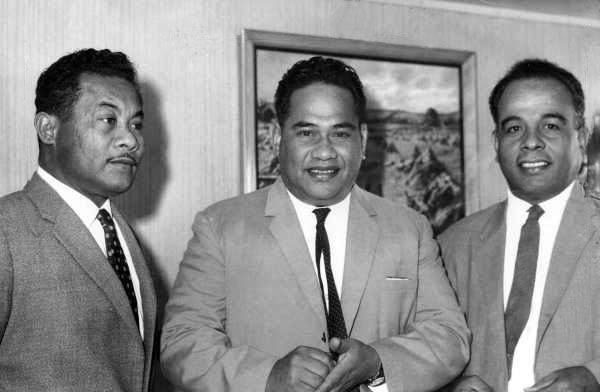
Hammer DeRoburt (au centre) en compagnie de Raymond Gadabu (à gauche) en 1968.

Durant la Guerre froide, Nauru prône une politique de neutralité et de non-alignement bien que membre associé du Commonwealth of Nations depuis 1969 : la reine Élisabeth II est le premier souverain britannique à visiter l'île en s'y rendant en 1982 et Nauru n'établit des relations diplomatiques avec l'URSS qu'en 1988.
Mais le fait marquant de la politique nauruane après son indépendance est la plainte portée en 1989 devant la Cour internationale de justice à l'encontre de l'Australie pour la destruction quasi totale de la surface de l'île lors de l'exploitation du minerai de phosphate sous la tutelle australienne[réf. nécessaire]. Hors tribunal, l'Australie accepte de négocier avec Nauru et de lui verser 107 millions de dollars australiens ainsi que 2,5 milliards de dollars australiens sur vingt ans en faveur d'un programme de restauration du centre de l'île. Le Royaume-Uni et la Nouvelle-Zélande versent quant à eux douze millions de dollars en août 1993 pour compenser la perte des terrains agricoles causée par l'extraction du phosphate[réf. nécessaire]. Le programme de restauration consiste à importer de la terre pour combler la perte des terrains due à l'extraction du minerai de phosphate. Mais devant l'immensité de la tâche, le plan est abandonné et l'argent sert à la modernisation des infrastructures de l'île en échange de quoi Nauru s'engage à cesser les procédures judiciaires à l'encontre de l'Australie, ce qu'elle fait.
Après cette bataille judiciaire, Nauru s'engage en faveur de l'environnement et de la restauration de son territoire. Ainsi le 24e Forum du Pacifique Sud se réunit à Nauru en 1992 pour traiter de questions environnementales et de l'opposition aux essais nucléaires dans cette région de la planète[réf. nécessaire]. À la Conférence des Petits États Insulaires sur le Développement durable de 1994, Nauru présente des plans pour réhabiliter l'île[réf. nécessaire]. Le rapprochement de Nauru vis-à-vis de Taïwan lui permet de bénéficier en 1991 d'initiatives visant à relancer l'élevage de poissons-lait dans des bassins en béton.

### Déclin

#### Crise financière
À partir du début des années 1990, l'État nauruan est confronté à une grave crise financière provoquée par l'extrême dépendance de son économie vis-à-vis du phosphate et de la mauvaise gestion des investissements immobiliers réalisés à travers le monde.
Ainsi, les coûts de production augmentent à cause de l'épuisement progressif des gisements et de la difficulté croissante d'extraction du minerai de phosphate, aggravant d'autant plus le déficit de la balance commerciale que les importations sont de plus en plus onéreuses à cause du cours élevé du dollar américain. Cette raréfaction des réserves de phosphate ayant été prévue par l'État nauruan, celui-ci avait investi dans des programmes immobiliers et fonciers pour assurer une source de revenus pérenne au pays une fois achevée l'exploitation du minerai de phosphate. Malheureusement, ces investissements ne tiennent pas leurs promesses à la suite d'une mauvaise gestion et d'une possible corruption. De plus, dans le même temps, les Nauruans s'aperçoivent qu'il ne reste plus que trente millions de dollars australiens dans les caisses de l'État au lieu des huit milliards prévus,. Cette crise économique se répercute sur le plan politique avec une succession de seize présidences pour huit présidents différents entre 1995 et 2007[réf. nécessaire].
L'État nauruan adopte alors deux stratégies pour faire face à la crise. Dans un premier temps, il réduit ses dépenses : vente des avions de sa compagnie aérienne Air Nauru et augmentation du délai de paiement de ses fonctionnaires. Néanmoins, ces restrictions budgétaires ne permettent pas de réduire le déficit qui s'élève à 5,8 millions de dollars américains soit 18 % du produit intérieur brut en 2000.
Parallèlement à ces restrictions budgétaires, l'État nauruan adopte une deuxième stratégie en essayant de diversifier son secteur économique en se tournant dans un premier temps vers le tourisme et la pêche hauturière mais sans grand succès. Ne possédant plus ni ressources naturelles, ni industrie, ni agriculture, il se tourne alors vers des activités illicites qui lui valent d'être inscrit sur la liste des paradis fiscaux, : blanchiment d'argent, vente de passeports,,, voire marchandage de ses votes aux organisations internationales. Ainsi, l'admission de Nauru aux Nations unies en 1999[réf. nécessaire] lui aurait permis de trouver une source de revenus par le biais du marchandage de ses votes. En effet, Nauru aurait fait plusieurs fois volte-face dans son soutien à la candidature de la Taïwan à l'adhésion aux Nations-Unies en échange d'aides financières. En juin 2005, une controverse apparaît lors de l'admission de Nauru à la Commission baleinière internationale, ce dernier étant soupçonné de toucher de l'argent du Japon en échange de sa voix qui permet la reprise de la pêche à la baleine.
L'application de la Solution du Pacifique instituée par l'Australie au début des années 2000 provoque un scandale d'ordre international. En effet, à partir de 2001, le gouvernement australien, faisant face à un afflux inhabituel de réfugiés afghans et irakiens, décide la mise en place de la Solution du Pacifique : moyennant d'importantes subventions australiennes et certaines compensations comme des bourses d'études australiennes et du carburant, des centaines de réfugiés sont envoyés dans deux centres de rétention construits à Nauru le temps d'étudier leurs dossier d'immigration,,. Face à l'impopularité de cette mesure en Australie alors accusée de ne pas respecter les droits de l'homme et la Convention de Genève sur les réfugiés, la Solution du Pacifique est abandonnée par le nouveau Premier ministre travailliste australien Kevin Rudd en 2008. Le gouvernement nauruan s'inquiète alors d'une perte importante de revenus. En 2013, Kevin Rudd signe un accord avec le nouveau président nauruan Baron Waqa pour rétablir cette politique : les demandeurs d'asile arrivant en Australie par bateau et sans visa sont expédiés à Nauru pour la durée du traitement de leur demande. Si le statut de réfugié leur est accordé, il leur est permis de s'établir un temps à Nauru, mais en aucun cas de venir en Australie.
À partir de la fin de l'année 2003, Nauru est en faillite totale et ses habitants se rapprochent du seuil de pauvreté. Les banques saisissent des biens, notamment les matériels d'extraction du minerai de phosphate, des propriétés dont le gratte-ciel Nauru House à Melbourne et certaines entreprises cessent de fournir leurs services au pays allant jusqu'à couper les liaisons téléphoniques et satellites avec l'île. Des donations australiennes permettent néanmoins à Nauru de faire rentrer un peu d'argent dans les caisses de l'État. Cette crise économique s'accompagne d'une instabilité politique : ayant connu neuf présidents entre 1995 et 2001, le pays connaît six changements de président de la République durant les huit premiers mois de l'année 2003.
Fin 2004, un changement de majorité au Parlement permet à Ludwig Scotty d'effectuer un second mandat. Celui-ci annonce alors un changement dans la politique économique et reprend les exportations de phosphate [réf. nécessaire] bien qu'il ne puisse empêcher de nouvelles saisies dont le dernier avion de la compagnie aérienne Air Nauru. La situation politique se stabilise quelque peu : Ludwig Scotty exerce la présidence de la République durant trois ans et demi, et son successeur Marcus Stephen reste au pouvoir durant quatre ans.

#### Problèmes de santé publique
Les conséquences des excès passés des Nauruans se font actuellement sentir alors même que l'île ne dispose plus des moyens financiers pour y remédier. Le passage en seulement quelques décennies d'une société du tiers monde pratiquant des activités traditionnelles dans le cadre d'une économie de subsistance à une société hyper-consommatrice enrichie par les royalties du phosphate a conduit les Nauruans à adopter un mode de vie comportant des risques importants pour la santé publique.
Ainsi les mauvaises habitudes alimentaires découlant de l'importation d'aliments et de boissons industriels et d'hygiène de vie avec la consommation de tabac et la sédentarité suivies d'une baisse des quantités disponibles de nourriture et d'une inactivité à cause d'un taux élevé de chômage ont entraîné une hausse des cas de diabète de type 2 avec 40 % de la population ou 66 % des personnes de plus de 55 ans touchées, soit un des plus forts taux au monde, d'obésité avec 30 % des moins de 25 ans et 50 % des personnes âgées touchées soit le plus fort taux au monde, de surpoids avec 90 % des adultes, d'hyperuricémie, d'hypertension artérielle, de maladies du système digestif, de cirrhoses, de cancers, de maladies dentaires, d'insuffisances rénales et des maladies cardiaques. À cela s'ajoute un fort taux d'alcoolisme et une forte mortalité liée aux accidents de la route. L'espérance de vie a ainsi diminué à 59 ans pour les hommes et à 64 ans pour les femmes alors même que la part des jeunes dans la population totale baissait en raison de l'exode vers l'Australie.
Le 9 octobre 1997, Nauru achève la mise en place d'un partenariat avec l'Institut international du diabète. Ce partenariat stipule que les Nauruans acceptent de se livrer à des examens médicaux et génétiques sur une période de vingt ans. En contrepartie, l'État nauruan pourrait toucher des compensations financières en fonction des résultats de l'étude.

#### Atteintes à la démocratie et à l'État de droit
À la suite des élections législatives de 2013, Baron Waqa devient président de la République. David Adeang, nommé ministre des Finances et de la Justice, est toutefois considéré comme le « pouvoir véritable » dans ce gouvernement. Adeang et Waqa mettent en place un régime autoritaire, restreignant la liberté d'expression de l'opposition, et la liberté de la presse, et s'attaquant à l'indépendance de la justice. Le gouvernement limoge des juges qui lui déplaisent. En 2014, trois députés d'opposition (Kieren Keke, Roland Kun et Mathew Batsiua) sont suspendus pour avoir critiqué le gouvernement auprès de médias étrangers. Freedom House classe alors Nauru parmi les dix pays au monde ayant le plus régressé en matière de liberté. En ce qui concerne la liberté de la presse, Freedom House rétrograde le pays du statut de « libre » à celui de « partiellement libre », dénonçant « les efforts du gouvernement pour restreindre la couverture des événements politiques ».
En juin 2015, le réseau Australian Broadcasting Corporation (ABC) révèle que Baron Waqa, David Adeang et plusieurs autres députés les soutenant auraient reçu entre eux plusieurs centaines de milliers de dollars australiens en pots-de-vin de la part de la compagnie australienne de commerce de phosphate Getax en 2009 et en 2010. Ces sommes étaient destinées à les aider dans leur conquête du pouvoir, afin qu'ils mettent en œuvre des politiques favorables à Getax. Dans un e-mail consulté par ABC, Adeang promet d'œuvrer pour que Getax obtienne le plein contrôle sur les réserves de phosphate de Nauru, qui était alors considérées comme un bien public. Le 8 juin, ABC diffuse un reportage avançant des preuves de corruption à l'encontre de Waqa et d'Adeang ; la police fédérale australienne ouvre une enquête à l'encontre de la compagnie Getax.
Quelques jours plus tard, dix-neuf personnes sont arrêtées pour avoir participé à une manifestation contre les abus de pouvoir du gouvernement ; parmi eux, l'ancien président de la République Sprent Dabwido, le député suspendu Mathew Batsiua et le député Squire Jeremiah. Ils sont bientôt appelés les « Dix-neuf de Nauru » par leurs partisans et par les médias étrangers,,. Fin juin, le gouvernement néo-zélandais, l'Union européenne et l'Union inter-parlementaire s'inquiètent publiquement de ces développements. Ils appellent le gouvernement nauruan à respecter la liberté d'expression, le droit des citoyens de s'informer, le droit de l'opposition parlementaire de fonctionner, ainsi que les normes internationales de droits de l'homme. Le 2 juillet la Chambre des représentants de Nouvelle-Zélande adopte à l'unanimité une motion introduite par le député vert Kennedy Graham exprimant leur « inquiétude » au sujet des actions du gouvernement nauruan : « soupçon d'interférence envers le pouvoir judiciaire, la suspension des députés d'opposition, l'annulation des passeports de députés d'opposition, et l'abrogation de droits civils et politiques ». En septembre, le gouvernement de Nouvelle-Zélande suspend son aide financière au secteur judiciaire de Nauru, en raison du non-respect des règles d'un État de droit par le gouvernement Waqa / Adeang.
Le 13 septembre 2018, le juge Geoffrey Muecke, de la Cour suprême, met un terme au procès des « Dix-neuf de Nauru ». Il explique que le gouvernement a rendu impossible la tenue d'un procès équitable, le ministre de la Justice David Adeang ayant tenté d'empêcher les accusés d'avoir accès à un avocat, et ayant déclaré ouvertement que le gouvernement ferait le nécessaire pour qu'ils soient emprisonnés. Le juge note également que le gouvernement a fait pression sur les entreprises du pays pour que les accusés ne puissent pas trouver d'emploi. Geoffrey Muecke accuse David Adeang de s'être livré à « un affront honteux à l'État de droit ». Le lendemain, le gouvernement annonce qu'il fera appel auprès de la Cour d'appel de Nauru, nouvellement créée pour remplacer la Haute Cour d'Australie comme dernière instance d'appel à Nauru.
En décembre 2019, le juge fidjien Daniel Fatiaki, siégeant dans cette nouvelle cour, déclare tous les accusés coupables. Il les condamne à entre trois et onze mois de prison ferme, dont une peine de onze mois de prison à l'encontre de Mathew Batsiua,,,. Le dernier des prisonniers, Mathew Batsiua, sort de prison en avril 2020.

## Chronologie
Cette chronologie ne prend en compte que l'histoire postérieure à la découverte de Nauru par les Européens ; l'île était peuplée bien avant leur arrivée mais peu d'éléments antérieurs à cette époque sont connus et datables.